# جوستين إروين
جوستين إروين (بالإنجليزية: Heath Irwin)‏ هو لاعب كرة قدم أمريكية أمريكي، ولد في 27 يونيو 1973 في بولدر في الولايات المتحدة.

## وصلات خارجية
- جوستين إروين على موقع مرجع كرة القدم المحترفة.كوم (الإنجليزية)